# Civica raccolta d'arte di Medole

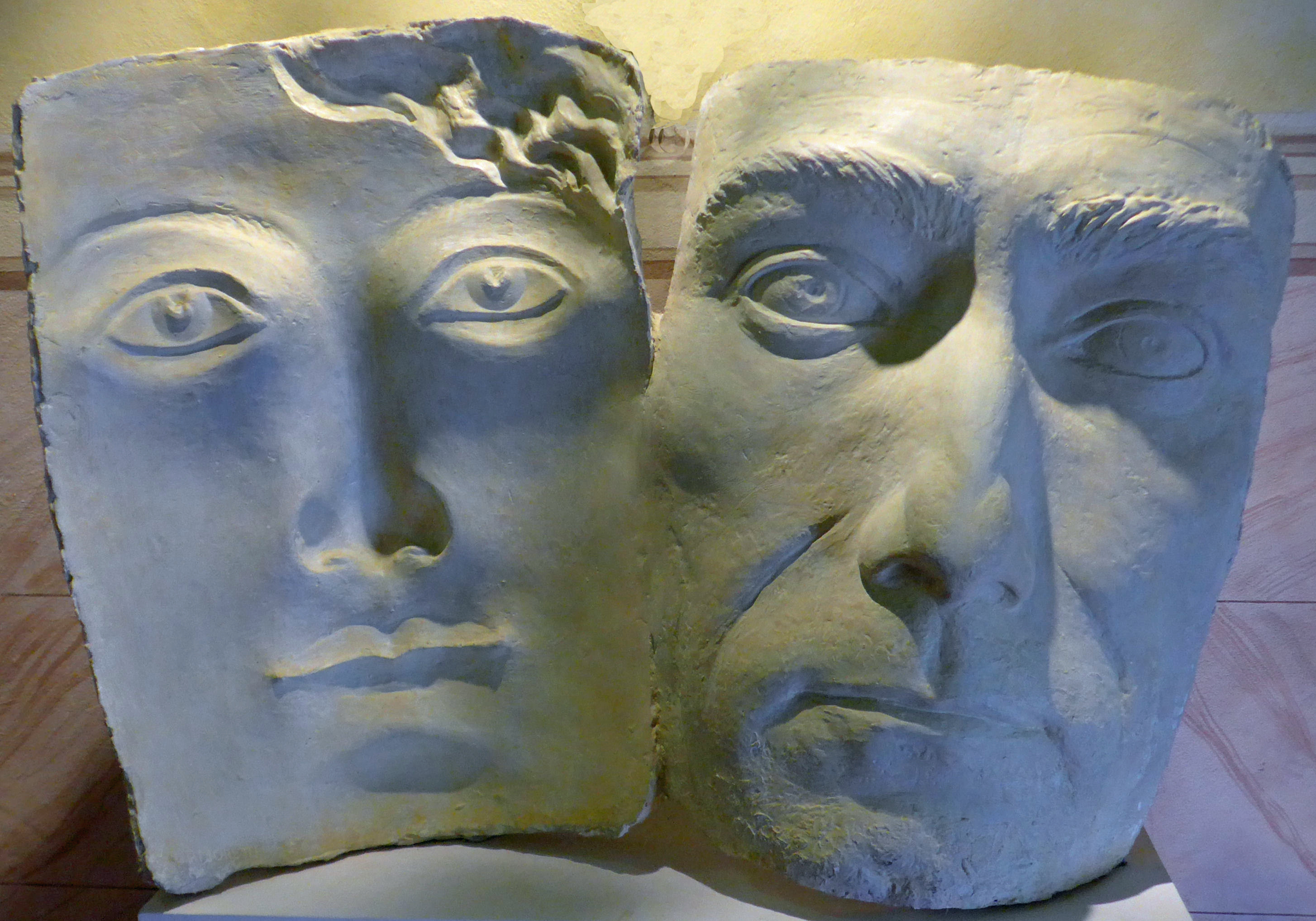
Gianpietro Moretti, Enigma, 2005, gesso patinato.

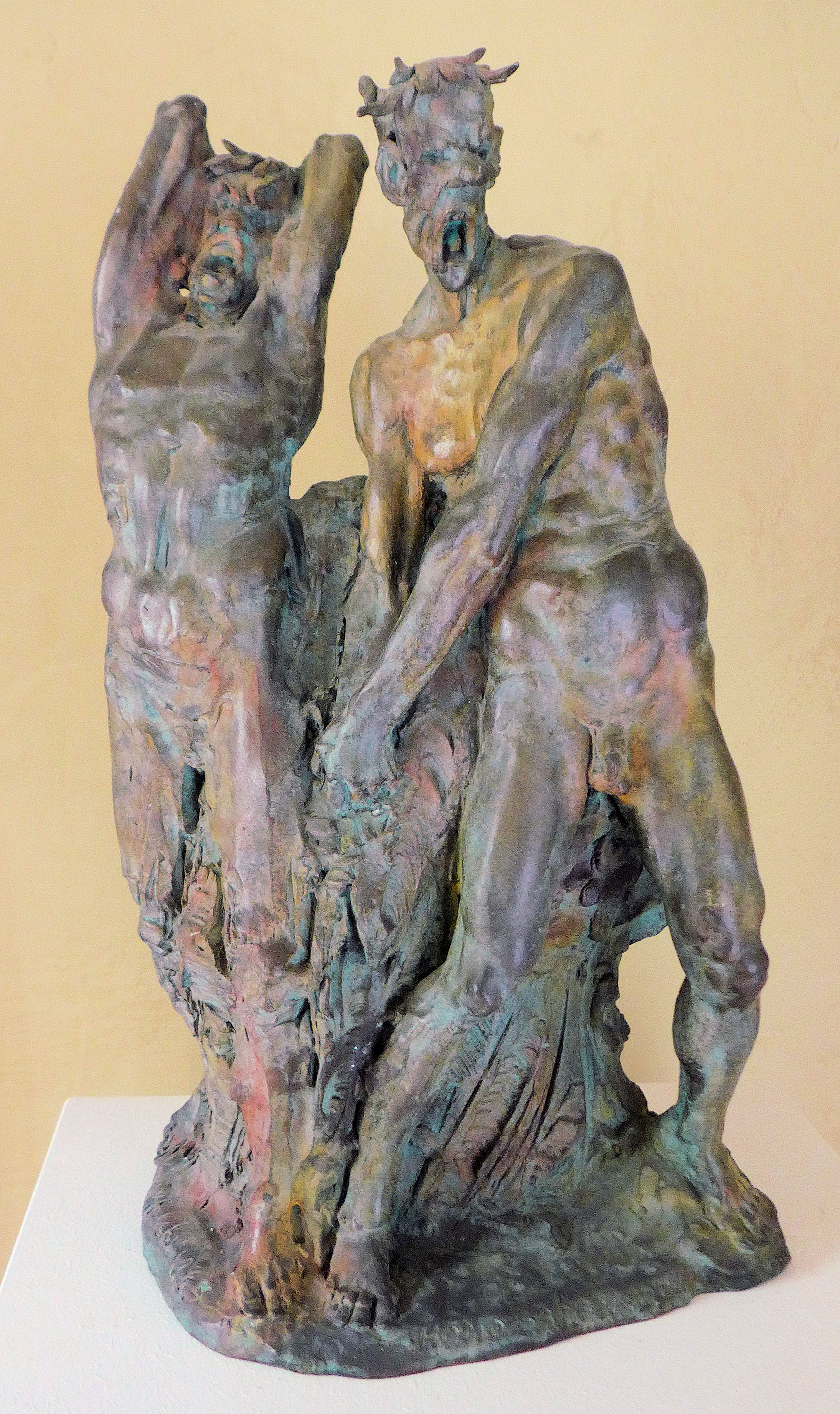
Aldo Falchi, Homo sapiens, 2000, scultura

La Civica raccolta d'arte è un museo di Medole, in provincia di Mantova, nato negli anni settanta ad opera dell'associazione Pro loco Medole.
Raccoglie opere della tradizione artistica dei luoghi dell'alto Mantovano, con particolar riferimento al Chiarismo. La raccolta, composta da 250 pezzi, è stata donata al comune di Medole nel 1995 ed è attualmente ospitata all'interno del Palazzo Ceni, sede del Comune di Medole. La Civica raccolta ospita inoltre esposizioni temporanee di arte contemporanea.

## Descrizione
La raccolta, suddivisa in 12 sezioni, è costituita da opere pittoriche, grafiche e scultoree legate alla tradizione artistica del territorio, in particolare al Novecento e al Chiarismo.

### Sezioni
1. Mimì Quilici Buzzacchi[4]
2. Raffaldini e BUM: artisti restauratori[5]
3. Giuseppe Brigoni[6][7]
4. Volti: Gianpietro Moretti e Carlo Zanfrognini[8]
5. Chiarismo e chiarismi[9]
6. La scena castiglionese[10]
7. Tra Medole e Castiglione[11]
8. La scena castiglionese: gli ultimi sussulti[12]
9. Aldo Falchi[13]
10. Pesenti, Ferrara e la natura naturans[14]
11. Il segno e lo spirituale[15]
12. Nicola Biondani[16]

## Opere
Le opere più significative portano le firme di:
- Arnaldo Bartoli, Dosolo, 1947, acquerello
- Nicola Biondani
- Guglielmo Cirani
- Giuseppe Facciotto
- Aldo Falchi
- Paride Falchi
- Danilo Guidetti
- Carlo Amilcare Imperatori
- Umberto Lilloni
- Oreste Marini
- Carlo Malerba
- Gianpietro Moretti
- Giulio Perina
- Mario Porta
- Mimì Quilici Buzzacchi
- Alfonso Monfardini, Natura morta, 1940-1950, disegno a pastello su cartoncino
- Luigi Monfardini, Fiori di campo in vaso di cristallo, 1978, olio su masonite
- Maddalena (Nene) Nodari, Zinnie, 1945-1950, olio su tela[17]
- Vindizio Nodari Pesenti
- Arturo Raffaldini
- Guido Resmi
- Carlo Zanfrognini

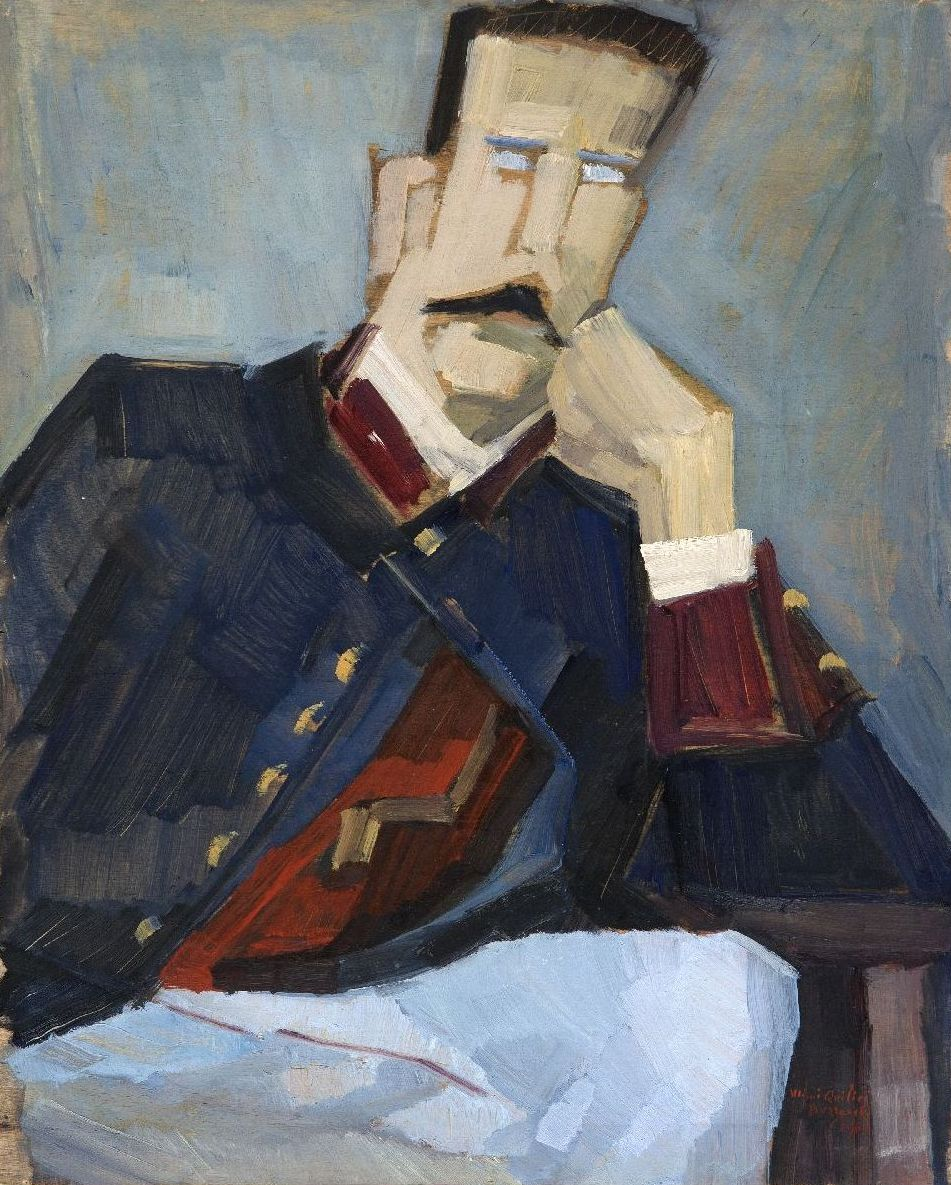
Mimì Quilici Buzzacchi, Il nonno garibaldino, 1961, olio su tavola
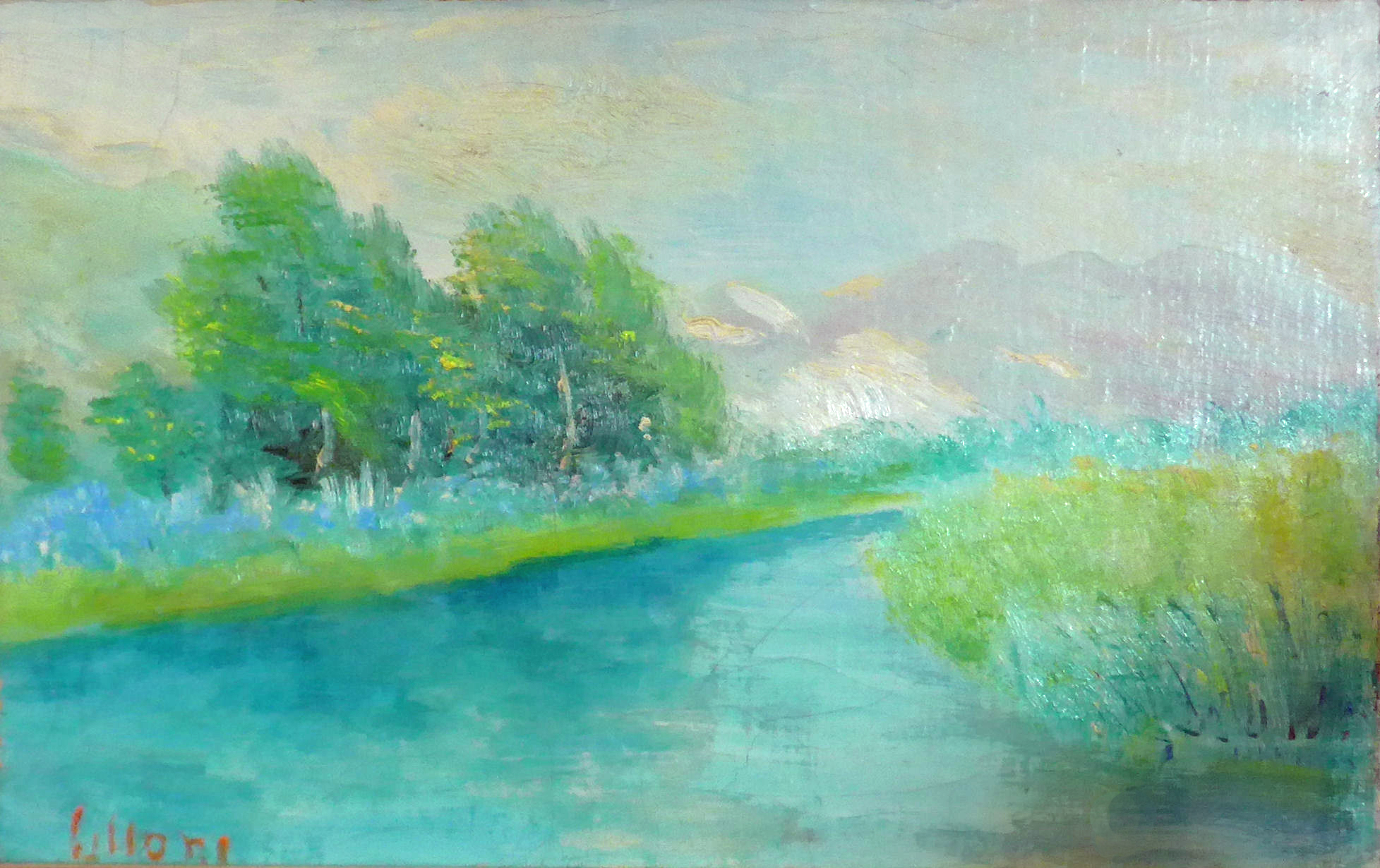
Umberto Lilloni, Paesaggio, olio su tela
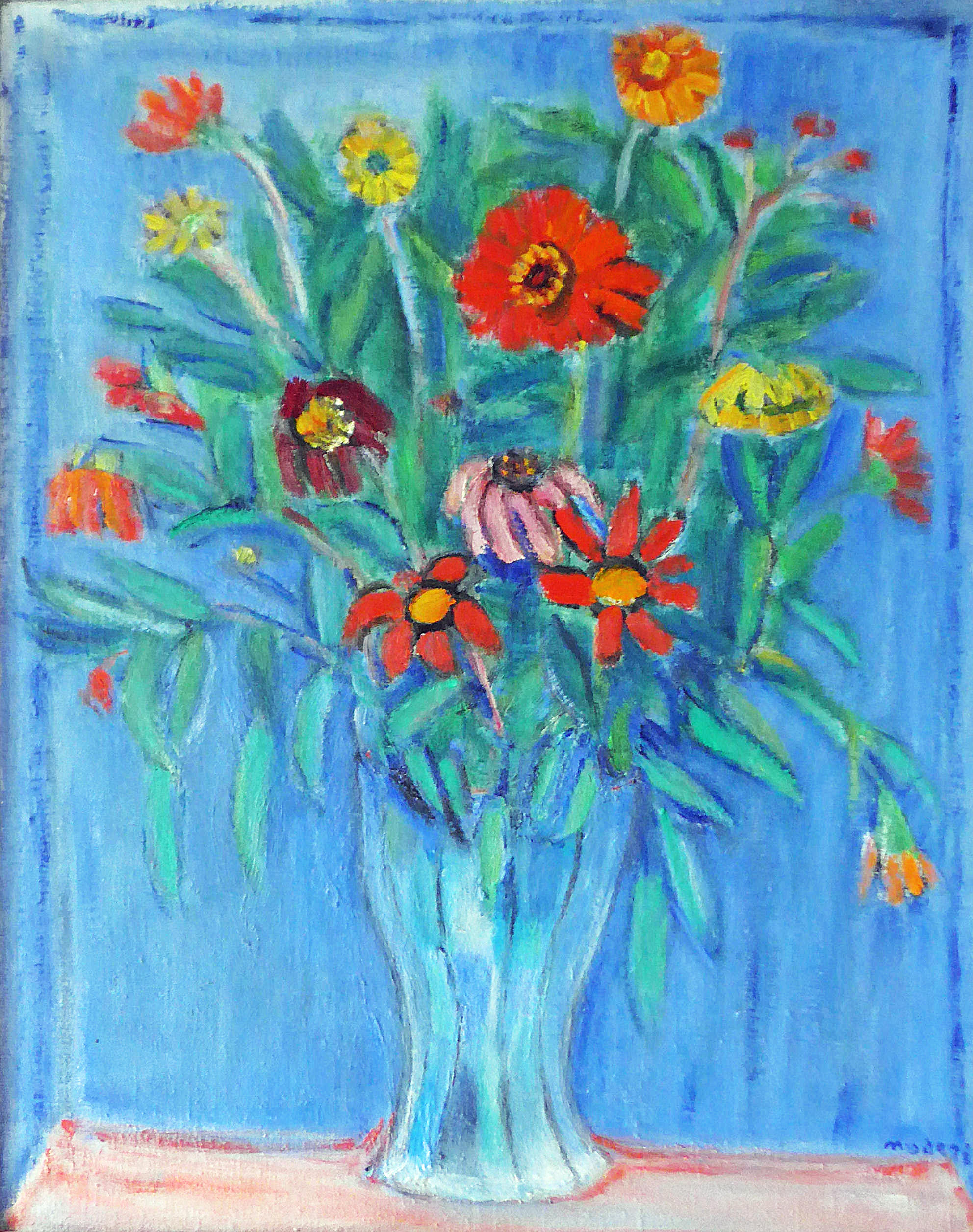
Nene Nodari, Zinnie, 1945-1950, olio su tela
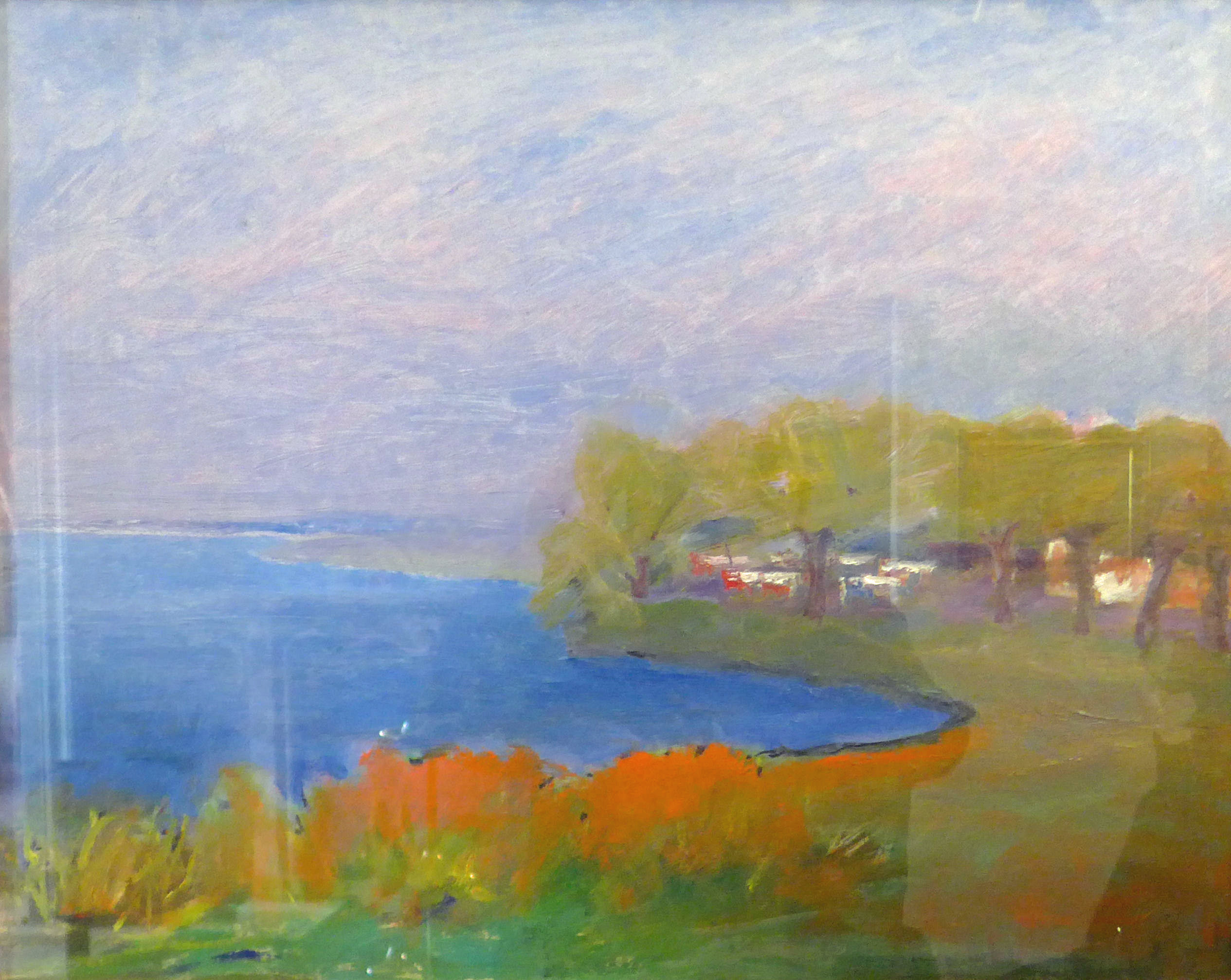
Carlo Malerba, Burrasca, olio su tela
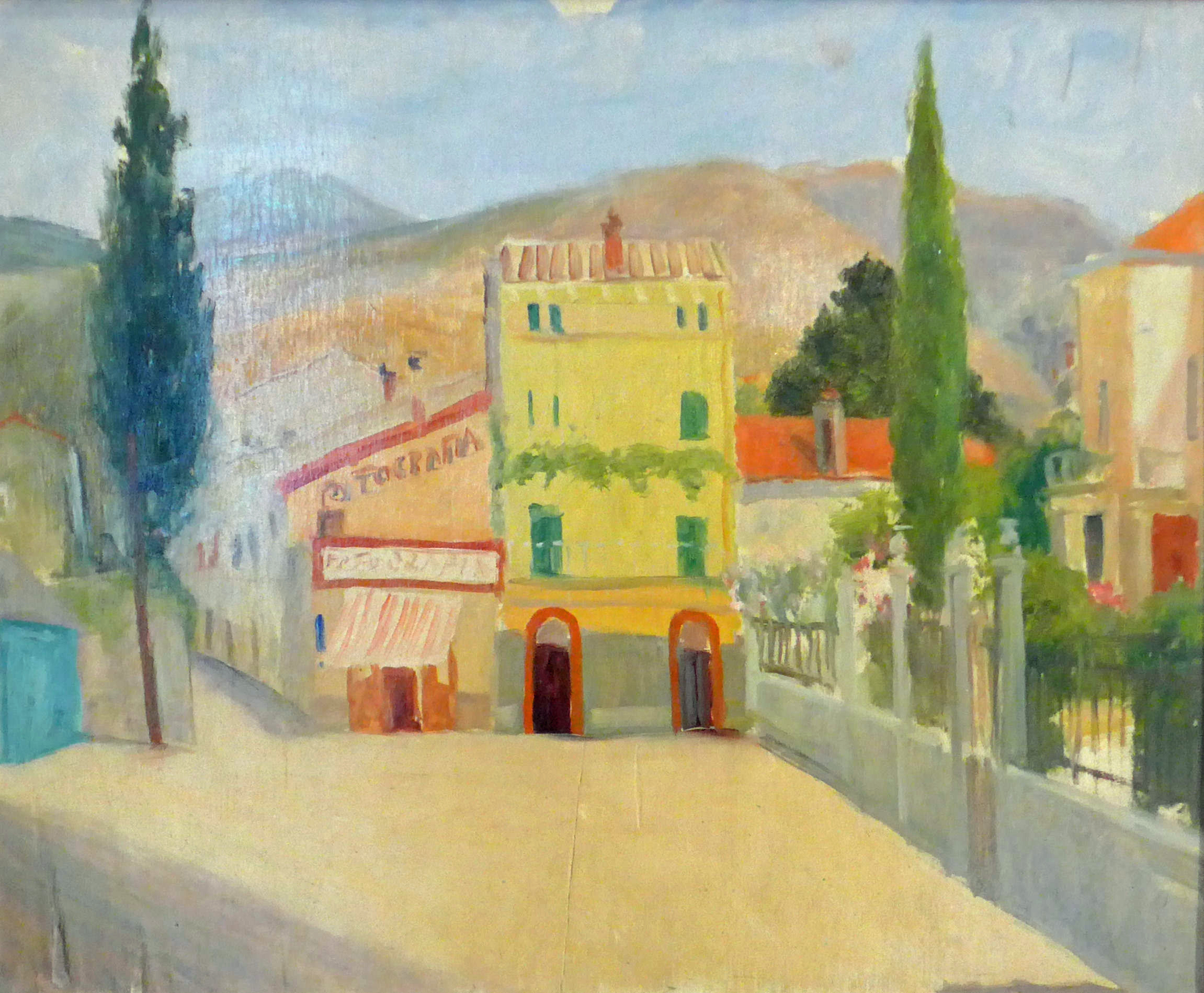
Giuseppe Facciotto, Piazzetta di Garda, olio su tela
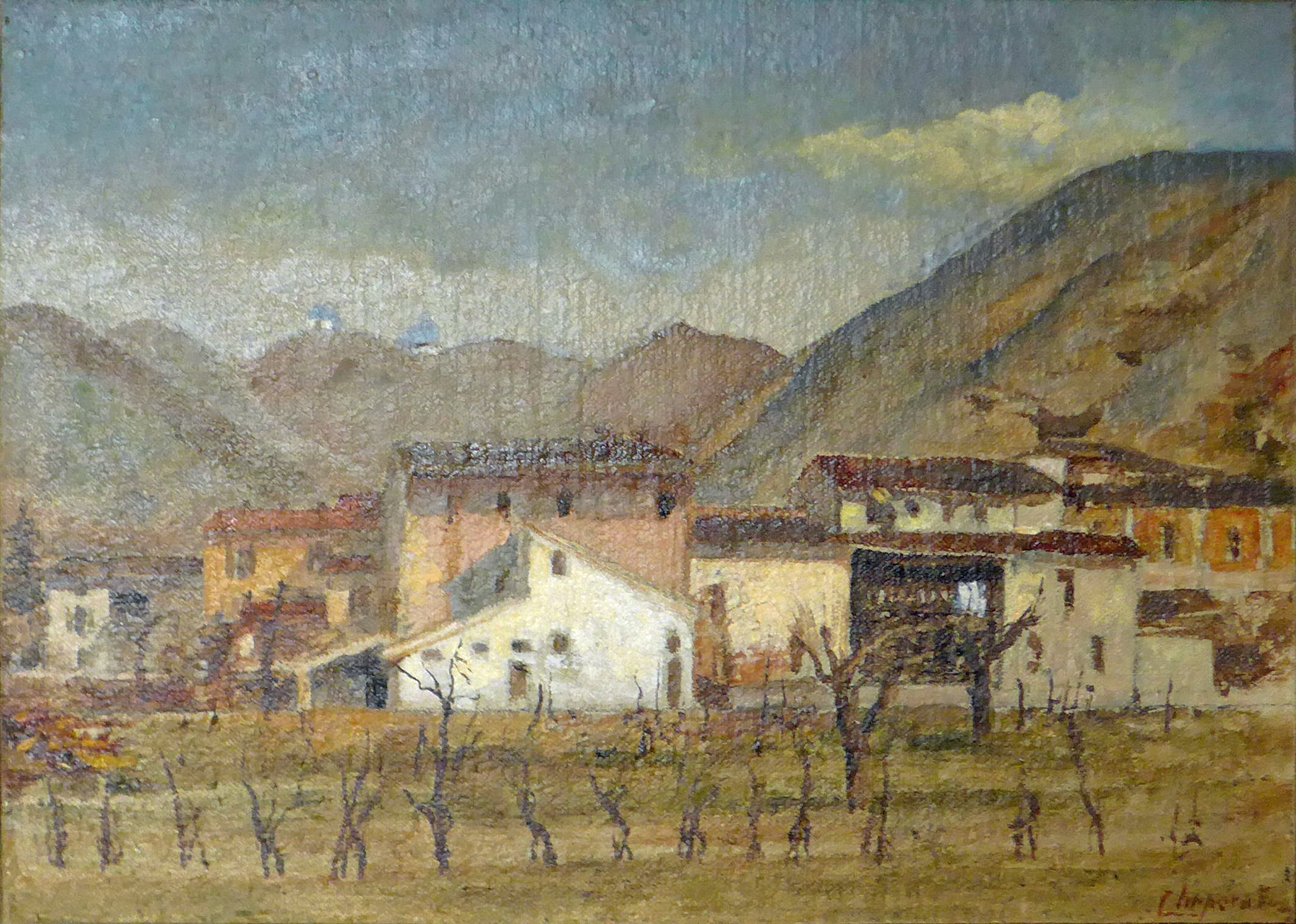
Carlo Amilcare Imperatori, I Ronchi, olio su tela
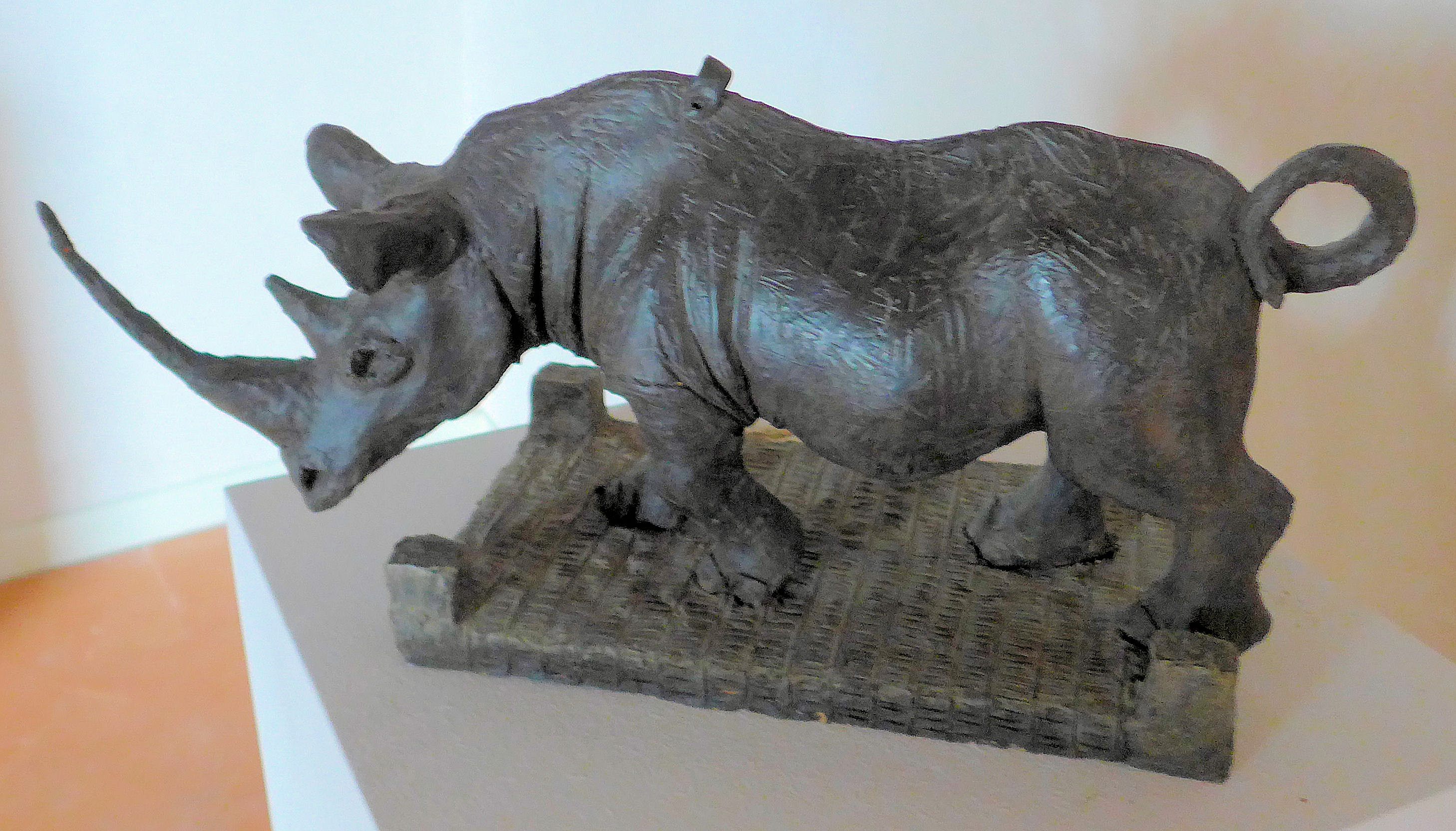
Nicola Biondani, Rinoceronte, scultura

## Mostre temporanee
- Omaggio a Dal Prato. Mostra dedicata ad Alessandro Dal Prato a 20 anni dalla morte (2 - 31 ottobre 2022).[18]
- Retrospettiva di Mimì Quilici Buzzacchi (16 dicembre 2017 - 11 marzo 2018).[19]
- Gianpietro Moretti: il corpo e l'anima (28 settembre 2013 - 20 ottobre 2013). [20]
- Mostra Franco Chiarani - Velate Presenze (6 - 19 novembre 2016).[21]
- Arte Donna (4 marzo - 9 aprile 2012).[22]
- Mostra personale di Antonio Haupala (29 maggio - 26 giugno 2011).[23]
- Volti della guerra. Le idee, gli uomini, la posa (28 novembre 2010 - 20 febbraio 2011).[24]
- Mostra di Pittura "5 itinerari paralleli" (19 settembre - 10 ottobre 2010).[25]
- Oreste Marini: l'uomo, l'artista, il professore (31 gennaio - 14 marzo 2010).[26]

## Pubblicazioni
Quaderni medolesi d'Arte
- I. Mario Porta, a cura di Manlio Paganella e Elena Pontiggia, 2001
- II. Aldo Rossi, a cura di Giovanni Magnani e Manlio Paganella, 2001
- III. Giuseppe Brigoni. Inediti, a cura di Giovanni Magnani e Manlio Paganella, 2001
- IV. Giancarlo Cigala, a cura di Giovanni Magnani, Manlio Paganella, Cristiano Casarotti, 2003
- V. Guglielmo Cirani. Paesaggi tra Novecento e Chiarismo, a cura di Giovanni Magnani, 2003
- VI. Enos Rizzi, a cura di Giovanni Magnani e Manlio Paganella, 2006
- VII. Severino Spazzini, un segno di luce tra natura, uomini e cose. Opere incise 1978-2007, a cura di Alessandro Righetti e Giovanni Magnani, 2007
- VIII. Iva Recchia, Piccole, grandi anime, a cura di Vittorio Bustaffa e Giovanni Magnani, 2009
- IX. Omaggio a Oreste Marini. L'uomo, l'artista, il professore, a cura di Giovanni Magnani, Manlio Paganella, Nicola Boletti, Elena Pontiggia, 2010
- X. Roberto Ciroli. Aeronautico Pericolantibus, a cura di Luca Cremonesi, Giovanni Magnani e Fabrizio Migliorati, 2011
- XI. Nicola Biondani. I luoghi dello stare, a cura di Giovanni Magnani e Fabrizio Migliorati, 2013
- XII. Gianpietro Moretti. Il corpo e l'anima, a cura di Giovanni Magnani e Fabrizio Migliorati, PresentARTsì, Castiglione d/S, 2013 ISBN 978-88-97730-34-7
- XIII. My way. Alla maniera di Gianni Baldo, a cura di Sabrina Arosio, Luca Cremonesi, Giovanni Magnani, 2013 ISBN 978-88-97730-22-4
- XIV. Sabrina Ferrari. Il dinamismo dell'essere, a cura di Paolo Capelletti, Luca Cremonesi, Giovanni Magnani e Fabrizio Migliorati, 2013 ISBN 978-88-97730-32-3
- XV. Michele Della Maestra. Vuoti a perdere, a cura di Paolo Capelletti, Luca Cremonesi, Giovanni Magnani, Fabrizio Migliorati, Vanda Sabatino, 2014 ISBN 978-88-97730-28-6
- XVI. Remo Pasetto. Dignità del lavoro, a cura di Paolo Capelletti, Luca Cremonesi, Giovanni Magnani, Fabrizio Migliorati, 2014
- XVII. Franco Codurri. Singolarità, segno e colore, a cura di Giovanni Magnani, 2015 ISBN 978-88-97730-22-4
- XVIII. Edi Brancolini. Il vaso di Pandora, a cura di Giovanni Magnani e Fabrizio Migliorati, 2015 ISBN 978-88-97730-44-6
- XIX.  Gianfranco Ferlisi e Giovanni Magnani (a cura di), Claudio Bassani. Dialoghi con la pittura 1951-2016, Castiglione d/S, PresentARTsì, 2016, ISBN 978-88-97730-44-1, SBN LO11633753.
- XX. L'arte bella. Il figurativo del Novecento nelle collezioni private del territorio, a cura di Giovanni Magnani, PresentARTsì, Castiglione d/S, 2016 ISBN 978-88-97730-36-1
- XXI. Franco Chiarani. Velate presenze, a cura di Giovanni Magnani e Fabrizio Migliorati, PresentARTsì, Castiglione d/S, 2016 ISBN 978-88-97730-36-1
- XXII. Ànemos - Franco Piavoli, a cura di Giovanni Magnani e Fabrizio Migliorati, PresentARTsì, Castiglione d/S, 2017, ISBN 978-88-97730-82-8
- XXIII. Mimì Quilici Buzzacchi. Sessant'anni di storia grafica 1923-1983, a cura di Lucio Scardino, Giovanni Magnani e Simone Quilici, PresentARTsì, Castiglione d/S, 2017 ISBN 978-88-97730-64-4
- XXIV. Gabriele Bottoli. Cogli l'attimo. Dialoghi con la fotografia, a cura di Giovanni Magnani, PresentARTsì, Castiglione d/S, 2018
- XXV. Tanzola. Tradimenti, a cura di Giovanni Magnani e Fabrizio Migliorati, Turato, Rubano, 2018 ISBN 978-88-98997-35-0

Quaderni medolesi di Civiltà
- I. Volti della guerra. Le idee, gli uomini, la posa, a cura di Paolo Capelletti, Luca Cremonesi, Giovanni Magnani e Fabrizio Migliorati, 2010.